# Wapen van Obbicht en Papenhoven

Het wapen wapen van Obbicht en Papenhoven

Het wapen van Obbicht en Papenhoven werd op 21 november 1888 per Koninklijk Besluit aan de Nederlands Limburgse gemeente Obbicht en Papenhoven toegekend. Het wapen bleef tot 1 januari 1982 in gebruik bij de gemeente, op die datum is de gemeente opgegaan in de gemeente Born. Na de fusie bleef de gemeente Born het oude wapen gebruiken waardoor het wapen van Obbicht en Papenhoven niet langer in gebruik is.

## Blazoenering
De blazoenering van het wapen luidt als volgt:
In azuur onder eene dubbele gothische nis van zilver, rechts de H. Maagd in natuurlijke kleur, met kleed, kroon en nimbus van goud, dragende op den linkerarm het kind Jezus, met kleed en nimbus van goud, houdende in de linkerhand een wereldbol van goud, links de H.Willebrordus in natuurlijke kleur, met kleed, mijter en nimbus van goud, houdende in de rechterhand het model eener kerk en in de linkerhand een bisschopsstaf, alles van goud; aan den middenpijler van den gothische nis, door een koord van keel verbonden, een schuins geplaatst schildje van goud met een schildhoofd van hermelijn.
Het wapen is blauw van kleur met daarop een dubbele zilveren gotische nis. In de heraldisch rechter nis, voor de kijker links, staat Maria met op haar linkerarm Jezus. Maria heeft op haar hoofd een gouden kroon van drie bladeren. Jezus houdt een gouden wereldbol vast. In de andere nis staat Willibrord met in zijn rechterhand een gouden model van een kerk en in de ander een kromstaf. Alle kleding is goud van kleur en alle drie de heiligen hebben een gouden aureool. Doordat de kleding en alle attributen van
Tussen de heiligen in is aan de middelste pilaar een gouden schild vastgebonden met een rood lint. Het schildhoofd is van hermelijn. Dit schild is het wapen van de familie Van der Donck en is tevens afgeleid van de heren Van der Donck. De heren Van der Donck hebben in de 15e eeuw een belangrijke rol gespeeld in de omgeving.
Niet vermeld is een randschrift rondom het wapen waarop staat: GEMEENTEBESTUUR van OBBICHT en PAPENHOVEN.

## Geschiedenis
De heerlijkheid Obbicht ontstond rond 1371. In de eerste helft van de 15e eeuw kwam de heerlijkheid in handen van de familie Van der Donck. Het wapen van Van der Donck is overgenomen in het latere gemeentewapen.
De schepenbank van Papenhoven zegelde met een zegel vergelijkbaar met het latere gemeentewapen.

## Overeenkomstige wapens

Wapen van de familie Van der Donck
Wapen van de heren Van der Donck
Het wapen van Sevenum

Ambt Montfort
· Amby
· Amstenrade
· Arcen en Velden
· Baexem
· Beegden
· Beek
· Belfeld
· Bemelen
· Berg en Terblijt
· Bingelrade
· Bocholtz
· Borgharen
· Born
· Broekhuizen
· Broeksittard 
· Buggenum
· Bunde
· Cadier en Keer
· Echt 
· Eijsden
· Elsloo
· Eygelshoven
· Geleen
· Gennep
· Geulle
· Grathem
· Grevenbicht
· Gronsveld
· Grubbenvorst
· Gulpen 
· Haelen
· Heel
· Heel en Panheel
· Heer
· Helden
· Herten
· Heythuysen
· Hoensbroek
· Horn
· Horst
· Houthem
· Hulsberg
· Hunsel
· Itteren
· Jabeek
· Kessel
· Klimmen
· Limbricht
· Linne
· Maasbracht
· Maasbree
· Maasniel
· Margraten
· Meerlo
· Meerlo-Wanssum
· Meerssen
· Meijel
· Melick en Herkenbosch
· Merkelbeek
· Mheer
· Montfort
· Munstergeleen
· Neer
· Neeritter
· Nieuwenhagen
· Nieuwstadt
· Noorbeek
· Nuth
· Onderbanken
· Obbicht en Papenhoven
· Ohé en Laak
· Oirsbeek
· Ottersum
· Oud-Valkenburg
· Oud-Vroenhoven
· Posterholt
· Roggel
· Roggel en Neer
· Roosteren
· Schaesberg
· Schimmert
· Schinnen
· Schinveld
· Sevenum
· Simpelveld
· Sint Geertruid
· Sint Odiliënberg
· Sint Pieter
· Sittard
· Slenaken
· Spaubeek
· Stramproy
· Stevensweert
· Susteren
· Swalmen
· Tegelen
· Thorn
· Ubach over Worms
· Ulestraten
· Urmond
· Valkenburg
· Vlodrop
· Wanssum
· Wessem
· Wijlre
· Wijnandsrade
· Wittem